# خدنگ کوچک هندی
خدنگ کوچک هندی (نام علمی: Urva auropunctata) نام یک گونه از سرده خدنگ‌های آسیایی است. این گونه بومی عراق و شمال آسیای جنوبی می‌باشد. همچنین به بسیاری از مناطق جهان مانند چندین جزیره کارائیب و اقیانوس آرام معرفی شده‌است.

## آرایه‌شناسی
Mangusta auropunctata نام علمی بود که توسط برایان هاوتون هاجسون در سال ۱۸۳۶ برای نمونه خدنگ جمع‌آوری شده در مرکز نپال پیشنهاد شد. بعداً در جنس Herpestes طبقه‌بندی شد، اما تصور می‌شود که همه خدنگ‌های آسیایی متعلق به جنس Urva هستند.
در قرن ۱۹ و ۲۰، چندین نمونه جانورشناسی شرح داده شد:
- Mangusta pallipes که توسط ادوارد بلیت در سال ۱۸۴۵ پیشنهاد شد، خدنگی بود که در قندهار، افغانستان مشاهده شد.[۴]
- Herpestes palustris که توسط R. K. Ghose در سال ۱۹۶۵ پیشنهاد شد، یک خدنگ نر بالغ بود که در مردابی در حاشیه شرقی کلکته، هند جمع‌آوری شد.[۵]

خدنگ کوچک هندی زمانی زیرگونه‌ای از خدنگ جاوه‌ای (H. javanicus) محسوب می‌شد. تجزیه و تحلیل ژنتیکی نمونه‌های مو و بافت از ۱۸ خدنگ کوچک هندی و جاوه‌ای نشان داد که آنها دو کلاد را تشکیل می‌دهند و گونه‌های متمایزی هستند.

## ویژگی‌ها
بدن خدنگ کوچک هندی باریک است و سر با پوزه‌ای نوک تیز کشیده شده‌است. طول سر و بدن ۵۰۹–۶۷۱ میلی‌متر (۲- تا ۲۶٫۴ اینچ) است. گوش‌ها کوتاه هستند. پاها دارای پنج انگشت و پنجه بلند هستند. جنس‌ها از نظر اندازه متفاوتند، و نرها سر پهن‌تر و بدن بزرگ‌تری دارند.
به دلیل اندازه کمی کوچک‌تر، می‌توان آن را از خدنگ خاکستری هندی (U. edwardsii) متمایز کرد. جمعیت جزایر در سراسر جهان از نظر اندازه و دودیسی جنسی افزایش یافته‌است، شبیه جمعیتی در شرق محدوده خود، که در آن هیچ رقیب زیست‌محیطی ندارند. جمعیت‌های معرفی شده به دلیل رانش ژنتیک و انزوا جمعیت، تنوع ژنتیکی را نشان می‌دهند.

## پراکندگی و زیستگاه
خدنگ کوچک هندی در عراق، جنوب شرقی ایران، افغانستان تا پاکستان، هند، نپال، بوتان، بنگلادش و میانمار توزیع می‌شود. به چندین کشور اروپایی و همچنین جزایر دریای کارائیب، هند و اقیانوس آرام معرفی شده‌است. تا ارتفاع ۲۱۰۰ متر (۶٫۹۰۰ فوت) زندگی می‌کند.
در عراق، خدنگ کوچک هندی در دشت‌های آبرفتی سامانه رودخانه‌ای دجله و فرات زندگی می‌کند، جایی که در بیشه‌های رودخانه، مزارع و باغات زندگی می‌کند. همچنین در مرداب‌های همار مشاهده شد.
در ایران، تنها در چند منطقه در جنوب و شرق، به ویژه در استان کرمان، ثبت شده‌است.
در پاکستان، در فلات پوتوهار، در ناحیه سیالکوت، در جنوب شرقی آزاد جامو و کشمیر و در پارک ملی مارگالا هیلز رخ می‌دهد. در هند، در مناطق جنگلی منطقه حفاظت شده ببر پانا، بخش گونا و پناهگاه گاندی ساگار مشاهده شد.
در سال ۲۰۱۶، کمیسیون اروپا خدنگ را در لیست گونه‌های بیگانه مهاجم در اتحادیه اروپا قرار داد.

### معرفی به کارائیب
در سال ۱۸۷۲، ۹ خدنگ کوچک کوچک هندی از هند برای کنترل موش‌های سیاه (Rattus rattus) و قهوه‌ای (R. norvegicus) در مزارع نیشکر معرفی شدند. آنها ظرف چند ماه تکثیر شدند.
در دهه ۱۸۰۰، مزارع نیشکر در بسیاری از جزایر گرمسیری از جمله هاوایی، فیجی و جامائیکا افزایش یافت. با آمدن نیشکر موش‌های صحرایی جذب گیاه شیرین شدند که باعث از بین رفتن و خسارت به محصولات نیشکر شد. تلاش شد تا خدنگ در ترینیداد در سال ۱۸۷۰ برای کنترل موش‌ها معرفی شود، اما به موفق نرسید. از سال ۱۸۷۰، خدنگ کوچک هندی به تمام آنتیل بزرگ معرفی شد: جامائیکا، کوبا، هیسپانیولا (در جمهوری دومینیکن) و پورتوریکو، و همچنین سنت کرویکس در جزایر ویرجین، برای شکار موش‌های سیاه که صنعت نیشکر را خراب کرده بودند. یکی دیگر از دلایل معرفی خدنگ کاهش مارها در مزارع نیشکر بود. در حالی که در کاهش آسیب نیشکر از موش‌ها موفق بود، مقدمه تأثیر منفی بر خزندگان و سایر جانوران داشت. ایگوانای سبز (Iguana iguana، که همچنین تصور می‌شود یک گونه معرفی شده‌است) از نظر تعداد بسیار کاهش یافته‌است، و مارمولک زمینی Ameiva polops قبل از سال ۱۹۶۲ از جزیره سنت کرویکس حذف شد (اما نه از پروتستان کی، گرین کی، روت کی، و جزیره باک). پرندگان لانه‌ساز زمینی و همچنین ایگوآناهای صخره‌ای و پستانداران بومی منطقه مانند هوتیا و سولنودون‌ها نیز ممکن است تحت تأثیر قرار گرفته باشند. همچنین در مورد هدف دوم خود در از بین بردن مارها بسیار موفق بوده‌است. در بسیاری از جزایر کارائیب که در آن آزاد شد مارهای بومی منقرض شده‌اند و اکنون فقط در جزایر دریایی وجود دارد. حداقل یک گونه از سنت کرویکس در جزایر ویرجین در حال حاضر منقرض شده‌است.

### معرفی به هاوایی
گزارش‌ها مربوط به صنعت قند در اوایل قرن ۲۰ بیان می‌کند که خدنگ‌های معرفی شده در کاهش تعداد موش‌های صحرایی، موش‌ها و حشرات مؤثر بوده‌است. با این حال، خدنگ‌ها برای پرندگان بومی مضر بوده‌اند که در غیاب شکارچیان پستانداران تکامل یافته‌اند و همچنین تخم‌های لاک‌پشت‌های در حال انقراض را شکار می‌کنند.
تصور می‌شود که تنها جزایر لانائی و کائوآئی عاری از خدنگ هستند. دو داستان متناقض وجود دارد که چرا کائوآئی نجات یافته‌است. اول این که ساکنان کائوآئی با داشتن جانوران در جزیره مخالف بودند و هنگامی که کشتی حامل فرزندان به کائوآئی رسید، جانوران به دریا پرتاب و غرق شدند. طبق داستان دیگر، هنگام رسیدن به کائوآئی، یکی از خدنگ‌ها یک کارگر اسکله را گاز گرفت، که در عصبانیت، جانوران در قفس را در بندر انداخت تا غرق شوند.

### معرفی به اوکیناوا
در ژاپن، خدنگ در سال ۱۹۱۰ به جزیره اوکیناوا و در سال ۱۹۷۹ در جزیره آمامی اوشیما معرفی شد تا بتواند جمعیت مار سمی Protobothrops flavoviridis، گونه بومی و سایر آفات را کنترل کند، اما از آن به بعد خود آفات شده‌اند.

## رفتار و بوم‌شناسی
خدنگ کوچک هندی از حدود ۱۲ صدای مختلف استفاده می‌کند.

## رژیم غذایی
در پاکستان، خدنگ کوچک هندی عمدتاً از حشرات از جمله آسیابک‌ها، ملخ‌ها، آبدزدک‌ها، سوسک‌های زمینی، گوش‌خیزک‌ها و مورچهها تغذیه می‌کند. همچنین موش باندیکوت کوچک (Bandicota bengalensis)، موش ورامین (Nesokia indica)، حشره‌خوار خانگی آسیایی (Suncus murinus)، جربیل هندی (Tatera indica) و موش خانگی (Mus musculus) شکار می‌شود. مدفوع جمع‌آوری شده در پارک ملی پیر لاسورا حاوی بقایای موش صحرایی سیاه (Rattus rattus)، دوزیستان کوچک، خزندگان، پرندگان کوچک، دانه‌های علف و میوه‌ها بود.

### بیماری‌ها
مشخص شد که مانگوهای کوچک هندی در شمال جزیره اوکیناوا به باریک‌پیچه‌ها و سویه‌های اشریشیا کلی مقاوم به آنتی‌بیوتیک آلوده شده‌اند. خدنگ کوچک هندی ناقل اصلی هاری در پورتوریکو است، اما انتقال آن به انسان کم است.